# Radomski Klub Sportowy Radomiak 1910 SA Radom
Il RKS Radomiak Radom, meglio noto come Radomiak Radom è una società calcistica polacca con sede nella città di Radom. Milita nella Ekstraklasa, la massima divisione del campionato polacco di calcio.

## Storia
Nel 1910 i governanti russi della Polonia diedero il permesso di fondare la Radomskie Towarzystwo Sportowe. La neonata RTS era composta da cinque sezioni, vale a dire calcio, ciclismo, tennis, pattinaggio su ghiaccio e ginnastica. Nel 1911, i calciatori dell'RKS giocarono la loro prima partita, una sconfitta per 5-2 contro lo Stella Warszawa.
Nel 1924 l'Associazione Sportiva Radom ottenne la promozione nella Klasa-B di Varsavia, che all'epoca era il secondo livello del sistema calcistico polacco (l'Ekstraklasa non fu istituita fino al 1927). Nel 1925 conseguì la promozione nella Klasa-A di Varsavia e nel 1928 tutte le squadre di Radom si trasferirono nel campionato di Kielce, che comprendeva le città di Radom, Kielce, Częstochowa e la regione di Zagłębie Dąbrowskie. La squadra ha ottenuto la promozione nel campionato di Kielce (Classe A), battendo l'Hakoah Będzin e il KS Sosnowiec. Dopo aver vinto il campionato di Kielce, il Radom ha giocato negli spareggi per la massima serie, dove sono stati sconfitti sia dal Podgorze Kraków che dal Naprzód Lipiny
Per il resto degli anni '30 il Radom fu una delle migliori squadre del campionato, ma non riuscì a qualificarsi per il più alto livello del calcio polacco. Durante la seconda guerra mondiale, la squadra cessò di esistere e ritornò nell'aprile 1945 in una partita contro il Czarni Radom. Nel 1947, dopo aver vinto il campionato regionale, il Radom giocò nuovamente negli spareggi per la massima serie e perse contro il Widzew Łódź. Nel frattempo, nell'aprile del 1945, a Radom fu fondato lo Sports Club Bata. Questo nome rimase in uso fino al luglio 1945, quando la squadra fu ribattezzata Radomiak Sports Club. La nuova squadra ha vinto il campionato regionale e anche il campionato di Varsavia dopo aver battuto il Polonia Warszawa.
Nel 1946 il Radomiak ha giocato negli spareggi regionali per il campionato polacco, sconfiggendo la Lublinianka Lublin 5-0 e perdendo la finale 3-1 contro l'ŁKS Łódź. Il 19 luglio 1947 Marian Czachor è diventato il primo giocatore del Radomiak a giocare per la Polonia, in una partita contro la Romania.
Nel 1948 Radomiak entrò nella neonata seconda divisione e vi rimase fino al 1952. Per diversi anni, il Radomiak giocò nella terza e quarta divisione. Nel 1967, Radomiak si fuse con la Radom Sports Association e fu fondata una nuova organizzazione, il Radom Sports Club Radomiak. Nel 1969, la squadra ha ottenuto la promozione in seconda divisione, ma è immediatamente retrocessa. Il Radomiak è tornato in Seconda Divisione nel 1974, ma nuovamente è immediatamente retrocesso.
Nel 1977 il Radomiak è stato nuovamente promosso in seconda divisione. Questa volta, la squadra di Radom vi è rimasta per diversi anni. Nella stagione 1982-1983, finirono al secondo posto dopo il Motor Lublin. Prima della stagione 1983-1984, il Radomiak era considerato uno dei favoriti e la squadra dimostrò la propria classe, ottenendo la promozione il 20 giugno 1984 dopo aver battuto l'Hutnik Warszawa per 2-1.
Nella loro prima, storica partita in Ekstraklasa, il Radomiak ha sconfitto il Bałtyk Gdynia 3-0 in casa. Dopo la parte autunnale della stagione, il Radomiak era al quinto posto, a sette punti dalla capolista Legia Varsavia. La parte primaverile della campionato si rivelò tuttavia una delusione, poiché il Radomiak continuava a perdere. Per questo retrocesse insieme al Wisła Kraków. Nel 1989, il Radomiak fu retrocesso in terza divisione e tornò in II liga nel giugno 1993. Con Rafal Siadaczka come miglior giocatore, la squadra di Radom terminò la stagione 1993-94 al quarto posto. La stagione successiva, tuttavia, retrocesse nuovamente.
Nel 2003-04 il Radomiak è arrivato secondo in terza divisione. Ha ottenuto la promozione in seconda divisione dopo aver sconfitto il Tłoki Gorzyce negli spareggi promozione. Nel 2004-05, il Radomiak ha evitato la retrocessione dopo aver battuto ancora una volta il Tłoki Gorzyce, questa volta nei play-out. L'anno successivo, tuttavia, il Radomiak ha perso gli spareggi contro l'Odra Opole ed è retrocesso al terzo livello.
Nel 2020-21 il Radomiak ha vinto la I liga e ha guadagnato la promozione in Ekstraklasa per la prima volta in 36 anni.

## Organico

### Rosa 2025-2026
Aggiornata al 19 agosto 2025.
| N. |                         | Ruolo | Calciatore         |
| -- | ----------------------- | ----- | ------------------ |
| 1  | Polonia (bandiera)      | P     | Filip Majchrowicz  |
| 2  | Guinea (bandiera)       | C     | Ibrahima Camará    |
| 5  | Francia (bandiera)      | D     | Jérémy Blasco      |
| 7  | Capo Verde (bandiera)   | A     | Vasco Lopes        |
| 8  | Lituania (bandiera)     | C     | Paulius Golubickas |
| 9  | Brasile (bandiera)      | A     | Leândro (capitano) |
| 10 | Svizzera (bandiera)     | C     | Roberto Alves      |
| 11 | Angola (bandiera)       | A     | Capita             |
| 12 | Polonia (bandiera)      | P     | Krystian Harciński |
| 13 | Polonia (bandiera)      | D     | Jan Grzesik        |
| 15 | Burkina Faso (bandiera) | A     | Abdoul Tapsoba     |
| 16 | Polonia (bandiera)      | D     | Mateusz Cichocki   |
| 17 | Polonia (bandiera)      | A     | Alex Niziołek      |
| 20 | Brasile (bandiera)      | D     | João Pedro         |

| N. |                           | Ruolo | Calciatore          |
| -- | ------------------------- | ----- | ------------------- |
| 21 | Guinea-Bissau (bandiera)  | A     | Elves Baldé         |
| 24 | Costa d'Avorio (bandiera) | D     | Zié Ouattara        |
| 25 | Brasile (bandiera)        | A     | Maurides            |
| 26 | Spagna (bandiera)         | D     | Adrián Diéguez      |
| 27 | Polonia (bandiera)        | C     | Rafał Wolski        |
| 28 | Polonia (bandiera)        | C     | Michał Kaput        |
| 29 | Angola (bandiera)         | A     | Depú                |
| 37 | Polonia (bandiera)        | C     | Mikołaj Molendowski |
| 44 | Polonia (bandiera)        | P     | Wiktor Koptas       |
| 74 | Camerun (bandiera)        | D     | Steve Kingue        |
| 75 | Polonia (bandiera)        | P     | Michał Jerke        |
| 77 | Grecia (bandiera)         | C     | Chrīstos Dōnīs      |
| 99 | Brasile (bandiera)        | A     | Guilherme Zimovski  |

## Palmarès

### Competizioni nazionali
- Campionato polacco di seconda divisione: 1

2020-2021
- II liga: 1

2018-2019